# Алекса Милојевић
Алекса Милојевић (Петрово, Краљевина Југославија, 1939) српски је универзитетски професор, доктор економских наука и политичар. Садашњи је предсједник Снаге народа (СН). Бивши је министар за просторно уређење Републике Српске. 

## Биографија
Алекса Милојевић је рођен 1939. године у Петрову, Краљевина Југославија. Био је директор Економског института у Бијељини те професор у Бијељини и Источном Сарајеву. Пензионисан је 2009.

## Радови
Проф. др Алекса Милојевић је објавио сљедеће књиге:
- Мобилност радне снаге у Југославији (1986)
- Економски развој и међународна миграција (1997)
- Јавне финансије, с др Миливојем Тркуљом као коаутором (2000)
- Основи економије (2003)
- Неподношљиви терет ПДВ (2005)
- Еурорегион Дрина—Сава—Мајевица (2005)
- Мале хидроелектране — јавно или приватно добро (2007)
- Зауставити самоуништење — спријечити концесију шума (2009)
- Програм опоравка и напретка Републике Српске (2010)